# Zahorce (rejon krzemieniecki)
Zahorce (ukr. Загірці) – wieś na Ukrainie, w obwodzie tarnopolskim, w rejonie krzemienieckim.
Przynależność administracyjna przed 1939 r.: gmina Dederkały Wielkie, powiat krzemieniecki, województwo wołyńskie.
Opisane w Dziejach rezydencji.